# Youri Pavlov
Pour les articles homonymes, voir Pavlov.
Youri Viktorovitch Pavlov (en russe : Юрий Викторович Павлов), né le 20 janvier 1952, à Tomsk, dans la République socialiste fédérative soviétique de Russie (Union soviétique) et décédé le 4 octobre 2004, à Saint-Pétersbourg, en Russie, est un ancien joueur et entraîneur russe de basket-ball. Il évolue durant sa carrière au poste d'ailier.

## Palmarès
- Champion du monde 1974
- 3e du championnat d'Europe 1973
- Finaliste du championnat d'Europe 1975
- Coupe des coupes 1973, 1975